# Mohamadou Sumareh
Mohamadou Sumareh (* 10. September 1991 in Fajara) ist ein gambisch-malaysischer Fußballspieler.

## Karriere

### Verein
Das Fußballspielen erlernte Mohamadou Sumareh in der Jugendmannschaft des Steve Biko FC im gambischen Bakau. Seinen ersten Vertrag unterschrieb der in Gambia geborene Sumareh in Malaysia beim Terengganu FA. Der Verein aus Kuala Terengganu spielte in der ersten Liga des Landes, der Malaysia Super League. Nach sechs Monaten wechselte er zum PDRM FA. Mit dem Verein aus Kuala Lumpur spielte er in der zweiten Liga, der Malaysia Premier League. 2014 wurde er mit PDRM Meister der zweiten Liga und stieg somit in die erste Liga auf. Mit PDRM spielte er noch ein Jahr in der ersten Liga. Die Saison 2016 spielte er beim Zweitligisten Perlis FA in Kangar. 2017 unterschrieb er einen Vertrag beim Erstligisten Pahang FA in Kuantan. 2017 und 2019 feierte er mit Pahang die Vizemeisterschaft. 2017 und 2018 stand er mit dem Klub im Finale des Malaysia FA Cup. 2017 verlor man das Finale gegen Kedah FA mit 3:2, 2018 gewann man das Endspiel mit 2:0 gegen Selangor FA. Nach 64 Erstligaspielen und zwölf geschossenen Toren zog es ihn Anfang September 2020 nach Thailand. Hier unterschrieb er einen Vertrag beim Police Tero FC. Der Verein aus der thailändischen Hauptstadt Bangkok spielte in der ersten Liga, der Thai League. Nach vier Erstligaspielen wurde sein Vertrag Ende 2020 nicht verlängert. Am 18. Januar 2021 unterschrieb er in Malaysia einen Vertrag beim Erstligisten Johor Darul Ta’zim FC.

### Nationalmannschaft
Mohamadou Sumareh spielt seit 2018 in der Nationalmannschaft von Malaysia.

## Erfolge
PDRM FA
- Malaysia Premier League: 2014

Pahang FA
- Malaysia Super League:

Vizemeister: 2017, 2019
- Malaysia FA Cup

Sieger: 2018
Finalist: 2017
Johor Darul Ta’zim FC
- Malaysischer Meister: 2021, 2022
- Malaysischer-FA-Cup-Sieger: 2022
- Malaysischer Pokalsieger: 2022